# La donna del traghetto
La donna del traghetto è un film drammatico del 1986, diretto da Amedeo Fago.

## Trama
Giulì è un burattinaio ambulante che incontra Viola, una giovane traghettatrice che trasporta passeggeri su una zattera. Il desiderio di Giulì è quello di avere un figlio, e se ne costruisce uno di legno. Una mattina, al posto del burattino, trova un neonato in carne ed ossa, nato dopo una notte d'amore con Viola, di cui inizialmente non ricorderà nulla.

## Produzione
Il film è stato girato nel Lazio, a Nazzano.

## Riconoscimenti
- 1986: Festival di Cannes - Candidatura al miglior film, Settimana internazionale della critica[3]
- 1986: Annecy cinéma italien - Candidatura al Grand prix[3]